# Lennox Lewis vs. Mike Tyson
L'incontro di pugilato Lennox Lewis vs. Mike Tyson si disputò alla Pyramid Arena di Memphis (Tennessee), l'8 giugno 2002.
Il campione dei pesi massimi WBC, IBF, IBO Lennox Lewis sconfisse l'ex campione del mondo Mike Tyson per KO all'ottava ripresa. Prima del match, Lewis aveva ricevuto il titolo dei pesi massimi della rivista Ring, che era vacante fin dalla fine degli anni ottanta ed era stato detenuto da Tyson.
L'incontro fu trasmesso in pay-per-view in collaborazione da HBO e Showtime negli Stati Uniti e da Sky Box Office in Gran Bretagna. Tra le celebrità che assistettero al match c'erano Samuel L. Jackson, Denzel Washington, Tom Cruise, Britney Spears, Clint Eastwood, Ben Affleck, Hugh Hefner, Halle Berry, Richard Gere, Dwayne "The Rock" Johnson, Vince McMahon, The Undertaker, LL Cool J, Wesley Snipes, Donald Trump, Kevin Bacon, Chris Webber, Michael Jordan, Magic Johnson, Morgan Freeman, Alec Baldwin, ed Evander Holyfield.

## Rissa nella conferenza stampa
Il 22 gennaio 2002, nel corso della conferenza stampa tenutasi a New York per promuovere l'incontro, si scatenò una rissa tra i due pugili e i loro entourage.
Tyson salì sul palco dell'Hudson Theatre e fissò nella direzione da dove doveva apparire Lewis. Appena Lewis apparve, Tyson si avvicinò rapidamente a lui e sembrava essere sul punto di aggredirlo. Una delle guardie del corpo di Lewis tentò di bloccare Tyson, e Iron Mike sferrò un gancio sinistro verso la guardia del corpo. I due pugili finirono ad azzuffarsi sul pavimento con il coinvolgimento del personale di entrambi gli atleti.
Nel trambusto, il presidente della WBC José Sulaimán dichiarò di essere stato messo KO sbattendo la testa sul tavolo. In seguito fece causa a Lewis e Tyson chiedendo 56 milioni di dollari come risarcimento per l'infortunio rimediato. Sulaimán affermò inoltre che Tyson aveva "cercato di ucciderlo".
A rissa finita, Tyson salì sul podio toccandosi le parti intime, urlando volgarità di vario genere a un individuo non identificato tra il pubblico, indicato da qualcuno come la madre di Lewis o una fotografa. Poi insultò il giornalista Mark Malinowski, che gli urlò da distante "mettetegli una camicia di forza!", chiamandolo ripetutamente "ragazzino bianco stronzo" e "frocio", aggiungendo "mettici tua madre in una camicia di forza", puntualizzando inoltre le sue affermazioni dichiarando di "volersi scopare [Malinowski] fino a quando non si fosse innamorato". La rissa nella conferenza stampa pre-match fu nominata dalla rivista The Ring "Event of the Year" del 2002.
Successivamente, Tyson ammise di aver morsicato Lewis a una gamba e lo risarcì pagandogli 335 000 dollari.

## L'incontro
Quando mancavano 47 secondi al termine dell'ottavo round, Tyson fu colpito con un potente destro da Lewis, che lo fece andare al tappeto per la prima volta nel match. Mentre Tyson si trovava a terra steso sulla schiena, l'arbitro effettuò il conteggio di "10" dando la vittoria a Lennox Lewis per KO.

### Arbitro e giudici
- Arbitro: Eddie Cotton
- Giudice: Alfred Buqwana
- Giudice: Anek Hongtongkam
- Giudice: Bob Logist

## Il programma
Oltre al main event Lewis vs. Tyson, gli altri incontri del programma furono Manny Pacquiao vs. Jorge Eliecer Julio, Joel Casamayor vs. Juan Jose Arias, David Starie vs. Roni Martinez, Malik Scott vs. Dan Ward, Jeff Lacy vs. Kevin Hall, Nedal Hussein vs. Ronnie Longakit, Rico Hoye vs. George Klinesmith, Corinne Van Ryck DeGroot vs. Jo Wyman e Cornelius Bundrage vs. Anthony Bowman.

## Conseguenze
Un mese dopo il match, Lewis rese vacante il titolo IBF decidendo di non combattere contro Chris Byrd, che era il primo sfidante.